# RK Sloboda Tuzla
Le RK Sloboda Tuzla est la section handball de l'association sportive Sloboda (« Liberté » en bosnien), créée en 1959 et située à Tuzla en Bosnie-Herzégovine.

## Palmarès
- Vainqueur du Championnat de Bosnie-Herzégovine (3) : 1994, 1995, 1996
- Vainqueur de la Coupe de Bosnie-Herzégovine (1) : 2020
  - Vainqueur de la Coupe de la fédération de Bosnie-et-Herzégovine (1) : 1996